# Vörösfogú cickányok
A vörösfogú cickányok (Soricinae) az emlősök (Mammalia) osztályának Eulipotyphla rendjébe, ezen belül a cickányfélék (Soricidae) családjába tartozó alcsalád.
Az alcsaládban a jelenlegi ismeretek szerint 6 nemzetség, 14 recens nem és 157 recens faj van, azonban ezekből 1 cickánynem a hozzátartozó 5 fajjal kihalt az emberi tevékenységek miatt. A recens nemek és fajok mellett fosszilis taxonok is vannak.

## Előfordulásuk
A vörösfogú cickányfajok előfordulási területe főleg az északi félgömb mérsékelt övi részein van, bár az alcsaládból néhány cickánynem a szubtrópusokon található meg. Közép-Amerikában és Ázsiában a trópusokon is fellelhetők egyes fajok. Ez a cickány alcsalád Európa, Ázsia - főleg a szibériai része - és Észak-Amerika területein élnek. A szigetek közül főleg Tajvant, Japán északibb, hűvösebb szigeteit és a Bering-tenger néhány szigetét hódították meg. Afrikából teljesen hiányoznak, ezen a kontinensen a család két másik alcsaládja helyettesíti.

## Rendszerezés
Az alcsaládba az alábbi nemzetségek és recens nemek tartoznak:
- Anourosoricini Anderson, 1879 – 1 nem
  - vakondcickányok (Anourosorex) H. Milne-Edwards, 1872 – 4 faj
- Blarinellini Reumer, 1998 – 1 nem
  - Blarinella Thomas, 1911 – 3 faj
- Blarinini Kretzoi, 1965 – 2 nem
  - rövidfarkúcickányok (Blarina) J. E. Gray, 1838 – 4 faj
  - kisfülűcickányok (Cryptotis) Pomel, 1848 – 33 faj
- Nectogalini Anderson, 1879 – 7 nem
  - †Asoriculus Bate, 1945 – 5 faj; korábban Nesiotites; kora pliocén - késő holocén
  - sörtéscickányok (Chimarrogale) Anderson, 1877 – 6 faj
  - Chodsigoa Kastchenko, 1907 – 10 faj
  - Episoriculus Ellerman & Morrison-Scott, 1966 – 4 faj
  - Nectogale H. Milne-Edwards, 1870 – 1 faj
    - halászcickány (Nectogale elegans) H. Milne-Edwards, 1870

  - Neomys Kaup, 1829 – 3 faj
  - Soriculus Blyth, 1854 – 1 faj
    - zömök hegyicickány (Soriculus nigrescens) (Gray, 1842)
- Notiosoricini Reumer, 1984 – 2 nem
  - Megasorex Hibbard, 1950 – 1 faj
    - Megasorex gigas (Merriam, 1897)

  - Notiosorex Coues, 1877 – 4 faj
- Soricini Fischer, 1814 – 1 élő nem
  - Sorex Linnaeus, 1758 – 78 faj